# Rebecca Smith (nadadora)
Rebecca Smith (Red Deer, 14 de março de 2000) é uma nadadora canadense, medalhista olímpica.

## Carreira
Smith conquistou a medalha de prata nos Jogos Olímpicos de Verão de 2020 em Tóquio na prova de revezamento 4×100 m livre feminino, ao lado de Kayla Sanchez, Maggie Mac Neil, Penny Oleksiak e Taylor Ruck, com a marca de 3:32.78.